# Eugen Freund

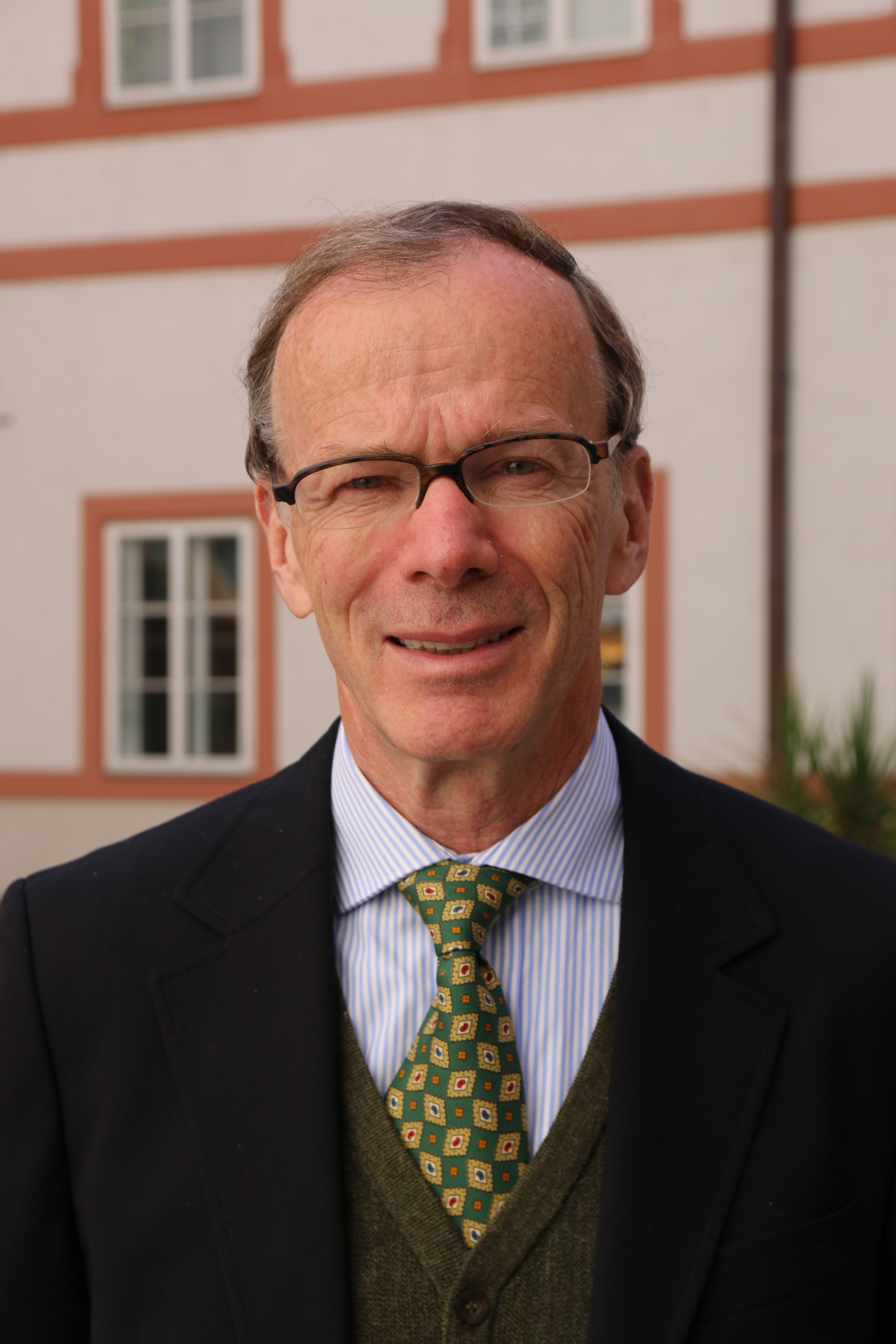
Eugen Freund 2014

Eugen Freund (* 15. April 1951 in Wien) ist ein ehemaliger österreichischer Journalist (ORF) und Politiker (SPÖ). Von 2014 bis 2019 war er Mitglied des Europäischen Parlaments.

## Leben
Im Alter von sechs Wochen übersiedelte Freund mit seinen Eltern nach Kärnten, wo sein Vater im gemischtsprachigen Gebiet eine Stelle als Gemeindearzt in Sankt Kanzian am Klopeiner See antrat. Nach der Matura in Klagenfurt im Jahr 1970 folgten verschiedene nicht abgeschlossene Studien (Medizin, Geschichte, Theaterwissenschaften) an der Universität Wien. 1972 machte er seine ersten journalistischen Versuche im Zusammenhang mit dem Ortstafelstreit. Erste Artikel erschienen in der Kärntner Tageszeitung. Danach war Freund zwei Jahre ständiger freier Mitarbeiter beim österreichischen Nachrichtenmagazin profil.
Im Jahr 1974 wechselte er in die innenpolitische Redaktion des ORF-Hörfunks, 1978 holte ihn der damalige Außenminister Willibald Pahr als Pressesprecher in sein Ministerium. Im Jahr danach übersiedelte Freund nach New York, wo er sich im Presse- und Informationsdienst der Republik Österreich unter Peter Marboe um eine Neupositionierung des Österreich-Images in den USA bemühte. Diese Tätigkeit übte er bis 1984 aus. Zurückgekehrt nach Wien arbeitete er eineinhalb Jahre als freier Journalist und Filmemacher und hielt Lehrveranstaltungen an den Publizistik-Instituten der Universität Wien und der Universität Salzburg.
Von 1986 bis 2013 war er beim ORF-Fernsehen. Die Nachrichtensendung ZIB 2 moderierte er in den Jahren 1986/87, in der innenpolitischen Redaktion arbeitete er von 1987 bis 1989, als Beitragsgestalter und Moderator war er von 1989 bis 1995 für die ORF-Informationssendung Auslandsreport tätig. 1995 und 1998–2001 wurde er vom ORF als Korrespondent und Bürochef in Washington, D.C. eingesetzt. Unmittelbar vor den Terroranschlägen vom 11. September 2001 kehrte Eugen Freund aus den USA nach Österreich zurück und veröffentlichte im selben Jahr sein erstes Buch Mein Amerika.
In den Jahren 2004 bis 2007 arbeitete Freund in der außenpolitischen Redaktion des Hörfunks. Im Juni 2007 wechselte er zum Fernsehen zurück und war als Sonderkorrespondent und Analytiker außenpolitischer Ereignisse tätig. Seit Jänner 2010 moderierte er auch das Weltjournal. Im Zuge seiner international journalistischen Tätigkeit mit Beiträgen für Zeitungen und Magazine war Eugen Freund auch als Vortragender mit dem Schwerpunkt USA, als Moderator (englisch, deutsch) politischer Diskussionen und als gelegentlicher Gastgeber von Opern-Matineen im Stadttheater Klagenfurt tätig. Im Dezember 2008 wurde Eugen Freund von Juroren der vom Bundesvorstand des Deutschen Journalisten-Verbandes herausgegebenen Fachzeitschrift Journalist zum „besten Auslandsjournalisten des Jahres“ gekürt.
Als Vertretung von Gerald Groß moderierte er von Anfang Mai bis August 2011 die ZIB 17 und gemeinsam mit Hannelore Veit die tägliche Haupt-ZIB um 19:30 Uhr. Nachdem Groß den ORF Ende September 2011 verlassen hatte, wurde er dessen Nachfolger. Am 31. Dezember 2013 moderierte er das letzte Mal die Zeit im Bild, bevor er aus dem ORF ausschied. Freund war gegen seinen Willen vom ORF mit 62 in Pension geschickt worden.
Am 2. Dezember 2013 wurde ihm der Berufstitel Professor verliehen.
Am 7. Dezember 2012 wurde ihm von Landeshauptmann Peter Kaiser das Große Goldene Ehrenzeichen des Landes Kärnten verliehen. 
Im Jänner 2014 wurde bekannt, dass Eugen Freund die Liste der SPÖ bei der EU-Parlamentswahl 2014 anführen wird. Im Oktober 2014 ist er der SPÖ beigetreten, nachdem seine Parteilosigkeit von SP-Organisationen kritisiert worden war.
Während seiner Tätigkeit im EU-Parlament und dabei vorwiegend im Außenpolitischen Ausschuss sowie im Sicherheits- und Verteidigungs-Unterausschuss betonte Freund immer wieder die Notwendigkeit einer starken, gemeinsamen EU-Außenpolitik.
Nach der Europawahl in Österreich 2019 schied er aus dem Europäischen Parlament aus.
Vom 1. Januar 2022 bis zum 31. Dezember 2023 wirkte Eugen Freund als Mitglied des Beirats der Gemeinwohlstiftung COMÚN, einer auf ökologischen und sozialen Wandel ausgerichteten Bürgerstiftung und ist zudem Besitzer der Privatsternwarte in St. Kanzian, die von der  International Astronomical Association Zauchen betrieben wird.
Eugen Freund ist verheiratet und Vater einer Tochter und eines Sohnes.

## Auszeichnungen
- Goldenes Ehrenzeichen des Landes Kärnten (2022)[11]

## Werke

### Bücher
- Mein Amerika. Wieser, Klagenfurt 2001, ISBN 978-3851293661.
- Präsident Obama. Der lange Weg ins Weiße Haus. Wieser,  Klagenfurt 2008, ISBN 978-3851298185.
- Brennpunkte der Weltpolitik. Wie alles mit allem zusammenhängt. Kremayr & Scheriau, Wien 2010, ISBN 978-3218008105
- Zeit in Bildern. Vier Jahrzehnte fotografisch dokumentiert.  Kremayr & Scheriau, Wien 2011, ISBN 978-3218008266.
- Der Tod des Landeshauptmanns. Kremayr & Scheriau, Wien 2013, ISBN 978-3218008778.
- Haben schon alle abgestimmt. Kremayr & Scheriau, Wien 2019, ISBN 978-3-218-01184-6.
- Bleib schön sitzen. Wieser Verlag, Klagenfurt 2021, ISBN 978-3-99029-455-0 (Autobiographie).
- Zeitgeschichte(n) aus 50 Jahren: Berichte, Interviews, Vorträge. Wieser Verlag, Klagenfurt 2022, ISBN 978-3-99029-557-1.
- Die Festplatte - ein Kriminalroman. Wieser Verlag, Klagenfurt

### Hörbücher
- Der Tod des Landeshauptmanns. Sprecher: Eugen Freund, Matthias Euba, Mono Verlag, Wien 2013, ISBN 978-3-902727-41-1.